# پرچم کاستاریکا
پرچم کاستاریکا برای اولین بار در ۲۷ نوامبر ۱۹۰۶ به رسمیت شناخته شد. به عنوان پرچم ملی جمهوری کاستاریکا شناخته می‌شود و همچنین دارای تناسب ۳:۵ می‌باشد. این پرچم بر پایهٔ طرحی از سال ۱۸۴۸ میلادی شکل گرفته است. نشان ملی کاستاریکا در میان این پرچم دیده می‌شود که به آن جنبهٔ استفادهٔ نظامی می‌دهد ولی در حالت عادی از پرچم بدون نشان نیز استفاده می‌شود.
پرچم کنونی کاستاریکا گرچه در ابتدای امر در سال ۱۹۰۶ به تصویب قانون‌گذاران این کشور رسید، ولیکن در سال‌های ۱۹۶۴ و ۱۹۹۸ تغییراتی جزئی در آن ایجاد شد و نشان کشور را به آن افزودند.
پرچم تایلند شباهت بسیاری به پرچم کاستاریکا دارد و تنها اختلافاتی جزئی در سایز نوارهای رنگین آن‌هاست.

## رنگ‌بندی
| شیوه    | آبی              | سرخ                | سفید             |
| ------- | ---------------- | ------------------ | ---------------- |
| RGB     | ۰٬۴۳٬۱۲۷         | ۲۰۶٬۱۷٬۳۸          | ۲۵۵٬۲۵۵٬۲۵۵      |
| HTML    | #002B7F          | #CE1126            | #FFFFFF          |
| CMYK    | ۱٫۰–۰٫۶۶–۰٫۰–۰٫۵ | ۰٫۰–۰٫۹۱–۰٫۸۱–۰٫۱۹ | ۰٫۰–۰٫۰–۰٫۰–۰٫۰. |
| Pantone | 280              | 186                | safe             |

## ۱۸۹۲
در بیشتر دوران استعماری، کاستاریکا ناحیه‌ای در جنوب استان ژئواستراتژیک گواتمالا بود که به‌طور اساسی بخشی از ولایت اسپانیای نو (شامل مکزیک کنونی New Mexico) بود، اما در عمل به عنوان یک نهاد عمدتاً مستقل در امپراطوری اسپانیا شناخته می‌شد. به همین ترتیب، سرزمین کنونی کاستاریکا تا سال ۱۸۲۳ پرچم‌های مختلف امپراتوری اسپانیا و مکزیک را بر خود دید.
کاستاریکا بخشی از جمهوری فدرال آمریکای مرکزی بود (و به اصطلاح «ایالات متحد آمریکای مرکزی» شناخته می‌شدند)، که یک کشور مستقل در آمریکای مرکزی بود که شامل سرزمین‌های سابق استان گواتمالا می‌شد. یک دموکراسی و جمهوری دموکراتیک که از ژوئیه ۱۸۲۳ تا سال ۱۸۴۱ به وجود آمد، در طول این دوره بر این کشور حاکم بود. کاستاریکا از پرچم ایالات متحد مرکزی آمریکا استفاده می‌کرد که با تغییراتی خاص پرچم مختص به ایالت کاستاریکا را نیز ساخت.
زمانی که جمهوری فدرال مرکزی آمریکا به صورت غیررسمی در سال ۱۸۴۱ منحل شد، کاستاریکا تغییرات بیشتری را در تغییرات پرچم خاص خود انجام داد.

## از سال ۱۸۴۸
طراحی افقی آبی، سفید و قرمز در سال ۱۸۴۸ توسط پاسفیکا فرناندز، همسر رئیس‌جمهور، خوزه ماریا کاسترو مادریز، ایجاد شد. فرناندز تحت تأثیر انقلاب ۱۸۴۸ فرانسه و ایجاد جمهوری دوم فرانسه بود. طراحی جدید پرچم کاستاریکا رنگ‌های سه رنگ اصلی پرچم فرانسه را شامل می‌شد.
رنگ آبی برای آسمان، فرصت‌ها، ایدئالیسم و پشتکار است. رنگ سفید به معنای صلح، خرد و شادی است. رنگ قرمز نشان دهندهٔ خون ریخته شدهٔ شهیدان در دفاع از کشور، و همچنین گرما و سخاوت مردمان کاستاریکا است. خطوط در نسبت ۱:۱:۲:۱:۱ هستند.
نماد کاستاریکا در سال ۱۸۴۸ میلادی تجدید نظر شد و در مرکز پرچم قرار گرفت. در سال ۱۹۰۶، نشان تغییرات گسترده‌تری یافت.
این نشان نمادی از شکاف بین اقیانوس آرام و دریای کارائیب با ۳ آتشفشان است. ۷ ستاره برای ۷ استان کاستاریکا است. نام اسپانیایی این کشور بر روی یک نوار سفید، به صورت Republica de Costa Rica (جمهوری کاستاریکا) و به همراه نام اتحادیه آمریکا مرکزی به یاد ایالات متحد آمریکای مرکزی سابق آمده‌است.
پرچم کاستاریکا شبیه پرچم تایلند است که ۱۱ سال بعد در سال ۱۹۱۷ به تصویب رسید. همچنین شبیه پرچم کره شمالی است که تقریباً ۴۲ سال بعد در سال ۱۹۴۸ تصویب شد.

## پرچم‌های تاریخی
| سپتامبر ۱۸۲۱ – ۶ ژوئن ۱۸۲۳ |
| سپتامبر ۱۸۲۱ – ۶ ژوئن ۱۸۲۳ |

| ۶ ژوئن ۱۸۲۳ – ۴ مارس ۱۸۲۴ |
| ۶ ژوئن ۱۸۲۳ – ۴ مارس ۱۸۲۴ |

| 4 مارس – ۲ نوامبر ۱۸۲۴ |
| 4 مارس – ۲ نوامبر ۱۸۲۴ |

| 2 تا ۲۲ نوامبر ۱۸۲۴ |
| 2 تا ۲۲ نوامبر ۱۸۲۴ |

| ۲۲ نوامبر ۱۸۲۴ – ۱۵ نوامبر ۱۸۴۰ |
| ۲۲ نوامبر ۱۸۲۴ – ۱۵ نوامبر ۱۸۴۰ |

| ۲۱ آوریل ۱۸۴۰ – ۲۰ آوریل ۱۸۴۲ |
| ۲۱ آوریل ۱۸۴۰ – ۲۰ آوریل ۱۸۴۲ |

| سپتامبر ۱۸۴۲ – ۱۲ نوامبر ۱۸۴۸ |
| سپتامبر ۱۸۴۲ – ۱۲ نوامبر ۱۸۴۸ |

| ۱۲ نوامبر ۱۸۴۸ – ۲۷ نوامبر ۱۹۰۶ |
| ۱۲ نوامبر ۱۸۴۸ – ۲۷ نوامبر ۱۹۰۶ |

| 1906–1964 |
| 1906–1964 |

| 1964–1998 |
| 1964–1998 |